# Endereçamento de bloco lógico
Endereçamento de bloco lógico (em inglês:  logical block addressing [LBA]) é um esquema comum usado para especificar a localização de blocos de dados armazenados em dispositivos de armazenamento de computador, geralmente sistemas de armazenamento secundário como unidades de disco rígido. O LBA é um esquema simples de endereçamento linear. Os blocos são localizados por um índice inteiro, com o primeiro bloco sendo o LBA 0, o segundo LBA 1 e assim por diante.
O padrão IDE incluiu LBA de 22 bits como uma opção, que foi posteriormente estendida para 28 bits com o lançamento do ATA-1 (1994) e para 48 bits com o lançamento do ATA-6 (2003), enquanto que o tamanho das entradas nas estruturas de dados em disco e em memória que contêm o endereço é normalmente de 32 ou 64 bits. A maioria das unidades de disco rígido lançadas após 1996 implementam o endereçamento de bloco lógico.

## Visão geral
O LBA foi lançado em 1995 para que o BIOS reconhecesse HDs com capacidade maior que 512MB. Quanto mais recente é o HD, maior a barreira que ele pode ultrapassar, ou seja, maior é a capacidade do HD que o BIOS pode reconhecer.